# John Stewart, 1. Earl of Atholl († 1603)
John Stewart, 1. Earl of Atholl (* um 1566; † 1603) war ein schottischer Adliger aus der Familie Stewart.

## Leben
Er war der älteste Sohn des James Stewart, 5. Lord Innermeath aus dessen Ehe mit Helen Ogilvy, Tochter des James Ogilvy, 4. Lord Ogilvy of Airlie.
Bereits um 1579 übernahm er die Verwaltung der Ländereien seines Vaters, bei dessen Tod 1585 erbte er auch dessen Titel als 6. Lord Innermeath.
Nachdem mit dem Sohn seines Onkels fünften Grades John Stewart, 5. Earl of Atholl dessen Earlstitel erloschen war, erwirkte er, dass ihm am 6. Mai 1596 der Titel Earl of Atholl neu verliehen wurde und heiratete kurz darauf dessen Witwe.
Im November 1597 überfiel er gemeinsam mit seiner Gattin, dem Captain von Blair Castle und einer Gruppe Bewaffneter das Anwesen des Walter Leslie of Morcleuch, steckte dieses in Brand und nahm Leslie gefangen. Dieser beklagte sich später darüber beim Kronrat.
Er starb zwischen dem 26. August und dem 8. Oktober 1603.

## Ehen und Nachkommen
In erster Ehe heiratete er am 27. Oktober 1582 Lady Margaret Lindsay, Tochter des David Lindsay, 9. Earl of Crawford. Aus dieser Ehe hinterließ er mindestens zwei Kinder:
- James Stewart, 2. Earl of Atholl (1583–1625)
- Lady Margaret Stewart, ⚭ (1) Sir James Stewart of Ballechin, ⚭ (2) Sir Robert Crichton of Cluny

In zweiter Ehe heiratete er am 31. März 1596 Lady Mary Ruthven, Witwe des John Stewart, 5. Earl of Atholl, Tochter des William Ruthven, 1. Earl of Gowrie. Die Ehe blieb kinderlos.